# Verterov efekat
Verterov efekat ili Verterov sindrom je talas izvršenih samoubistava, podstaknut prikazom samoubistva u medijima ili opisanim u popularnim delima literature ili kinematografije. Identifikovan je 1974/1975. godine od strane američkog sociologa Dejvid Filipsa sa Univerziteta Kalifornije u San Dijegu, nakon njegovog istraživanja talasa samoubistava koji je harao Evropom krajem 18. veka nakon objavljivanja Geteovog romana „Jadi mladog Vertera” (otuda i naziv ovog fenomena).
Rezultati dosadašnjih istraživanja sugerišu da prikazi samoubistava u medijima mogu imati štetan uticaj na gledaoce i čitaoce, i da se takvi uticaji ne ograničavaju samo na ljude koji imaju klinički profil mentalnih poremećaja, kao što su prvobitno pretpostavljali prvi istraživači na terenu.

## Istorija
Dejvid Filips prvi je utvrdio pozitivnu vezu između izveštavanja medija o samoubistvu i povećanju broja samoubistava, koji je bio povećan nakon izveštavanja na naslovnim stranama o samoubistvima.
Samoubistvo nije moguće predvideti ali je moguće uticati na neke faktore kako bi se broj samoubistava smanjio. Navodno je Geteova knjiga „Jadi mladog Vertera” u kojoj glavni junak na kraju knjige izvršava samoubistvo, izazvalo talas samoubistava u Evropi, i čak je skovan pojam „imitativno samoubistvo”, koji je Filips nazvao Verterovim efektom. Roman je neko vreme čak bio i zabranjivan za štampanje zbog efekta koji je izazivao među sentimentalnom nemačkom mladeži, a par Geteovih savremenika čak je pokušalo i da preradi njegov epilog u prihvatljiji sa srećnim završetkom ali bez uspeha.
Iako ova knjiga nije bila prvi primer „moguće zaraze samoubistvom”, jer su navodno i Šekspirovi Romeo i Julija inspirisali mnoge mlade parove, na ovaj čin, sociolozi i psihijatri su došli do pretpostavke da čitanje i slušanje o samoubistvu može podstaći imitativna ponašanja, a naročito kod adolescenata. Da je to tako kasnije su potvrdila i samoubistva Hideta Matsumota, poznatog japanskog muzičara koji je 2. maja 1998. godine izvršio samoubistvo (nakon koga su izvršena tri samoubistva i još mnogo neuspešnih pokušaja među njegovim fanovima), kao i samoubistvo Kurta Kobejna koje je imalo sličan efekat.

## Opšta razmatranja
Da detaljno izveštavanje o načinu samoubistva može kod vulnerabilnih pojedinaca da dovede do toga da imitiraju ovaj način agresije, a prikaz samoubistva kao romantičnog ili herojskog čina može dovesti do identifikacije sa žrtvom, baš kao i prikaz ovog čina kao nečega što se „desilo” i to „kao grom iz vedra neba” osobi koja je bila „inače sasvim zdrava””, ukazuju istraživanja Klausa Jonasa u Nemačkoj, koja se: 
| „ | ...bavila se analizom ukupne učestalosti samoubistava u nemačkoj saveznoj državi Baden-Virtemberg u odnosu na poznata samoubistva koja su medijski propraćena. Kvazieksperimentalnom metodom i regresionom analizom dobijeni su rezultati koji pokazuju značajno povećanje u nedeljama koje su sledile nakon vesti. | ” |

## Etiologija
Prema Stivenu Steku sa Vejn Stejt Univerziteta, koji je sproveo analizu 42 studije o medijskim pričama o suicidu, identifikovana su tri moguća objašnjenja za ovaj dobro dokumentovani efekat: 
Prvi efekat
Jednostavna imitacija, u kojoj se neka osoba sa problemima identifikuju se sa drugim osobama koje imaju probleme pa mogu primeniti i isti način rešavanja problema.
Drugi efekat
Identifikacija sa poznatim ličnostima, koju neka osoba može doživeti kao superiornu, a prema francuskom sociologu Gabrielu Tardeu verovatnija je identifikacija sa onima koje doživljavamo kao superiorne (čak je po ovom autoru medijska pratnja suicida poznate ličnosti mnogo uticajnija od priče o suicidu ličnosti koja nije poznata). 
Treći efekat
Kao treći faktor dr Stek navodi povezanost za veću receptivnost određenih uzrasnih ili polnih grupa na ovakve vesti (što još uvek nije dovoljno istraženo).

## Prevencija
Pre objavljivanja tekstova ili reportaža, nažalost novinari često odlaze kod članova porodice da ih pitaju o preminuloj osobi, dok su oni još u stanju šoka i negiranja onoga što se desilo, uključujući i negaciju da su postojali znaci upozorenja. U tim uslovima njihovi iskazi nisu pouzdani i ne treba ih kao takve navoditi u medijima. Umesto toga, pre pravog saznanja o razlozima samoubistva, mnogo je odgovorniji stav novinara da ukaže na vezu koja postoji između samoubistva i mentalnih oboljenja, ili potencirati da su mentalne bolesti u većem procentu izlečive.
Kako su navedene činjenice i objavljeni rezultati istraživanja o Vernerovom efektu u celosti saglasni sa teorijom o imitativnom efektu, ovi, kao i mnogi drugi konzistentni nalazi naveli su urednike i brojne „savesne” novinare u svetu da naprave neku vrstu „vodiča za izveštavanje o samoubistvu”’, koji nije neka vrsta cenzure na koju su oni veoma osetljivi, već obrazac za prepoznavanje rizika i izveštavanje na način koji podiže svest o samoubistvu a ne vodi riziku od imitativnog efekta. 
Na primer, jedna od preporuka je: 
| „ | ...da se samoubistvo uopšte ne stavlja u naslov već u samu priču. Ako je samoubistvo izvršila poznata osoba, akcenat treba staviti na teškoće i problem sa mentalnim zdravljem sa kojima se borila, umesto da se ova smrt oslikava kao glamurozna. | ” |

ili:
| „ | Novinar neće svojim postupanjem pri prikupljanju informacija i izveštavanju ometati i otežavati aktivnosti na spasavanju žrtava ili uklanjanju opasnosti. Pri prikazivanju leševa, umirućih ljudi, teško povređenih, ljudi koji pate i sl. na mestu je naročita suzdržanost u pogledu podrobnosti prikaza, njegovog trajanja, veličine, vremena emitovanja i sl. Isti obziri su umesni i pri izveštavanju o samoubistvu. | ” |

## Literatura
- Pouliot, L.; Mishara, B. L.; Labelle, R. (2011). „The Werther effect reconsidered in light of psychological vulnerabilities: Results of a pilot study”. Journal of Affective Disorders. 134 (1–3): 488—496. PMID 21621270. doi:10.1016/j.jad.2011.04.050.
- Machlin, A. et al. (2012). Reporting suicide: Interpreting media guidelines. Australian Journalism Review, 34(2), 45—56.
- Stack, Steven (2000). „Media Impacts on Suicide: A Quantitative Review of 293 Findings”. Social Science Quarterly. 81 (4): 957—971. JSTOR 42864031. [Stack, Steven (2000). „Media Impacts on Suicide: A Quantitative Review of 293 Findings”. Social Science Quarterly. 81 (4): 957—971. JSTOR 42864031.

## Spoljašnje veze
- „Novinarska etika — u pojedinim zemljama”. Архивирано из оригинала 10. 10. 2017. г. (језик: енглески)
- „Novinarska etika — u Srbiji”. Архивирано из оригинала 12. 10. 2017. г. (језик: енглески)

|  | Molimo Vas, obratite pažnju na važno upozorenje u vezi sa temama iz oblasti medicine (zdravlja). |